# تپه چیاولگه
تپه چیاولگه مربوط به دوره اشکانیان است و در شهرستان گیلانغرب، بخش مرکزی، دهستان گورسفید، ۱ کیلومتری شرق روستای ترشگیبان واقع شده و این اثر در تاریخ ۲۶ اسفند ۱۳۸۷ با شمارهٔ ثبت ۲۵۵۴۶ به‌عنوان یکی از آثار ملی ایران به ثبت رسیده است.